# Gnosjö
Gnosjö è una città della Svezia, capoluogo del comune omonimo, nella contea di Jönköping. Ha una popolazione di 4.364 abitanti.